# Groupe Schumacher
Le Groupe Schumacher est un distributeur automobile français fondé en 1947 à Paris. En 2018, l'entreprise familiale intègre LS Group (Lamirault-Schumacher) en s'associant au Groupe Lamirault. En 2024, LS Group change de nom et devient Car Lovers. Son siège social déménage de Nanterre à Nogent-le-Phaye près de Chartres, en Eure-et-Loir.

## Historique

### Les origines du Groupe Schumacher
En 1947, André Schumacher ouvre sa première concession Renault à Paris. Toujours en collaboration avec la marque au losange, il ouvre de nouvelles concessions dans l'Ouest parisien (Hauts-de-Seine et Yvelines), qu'il réunit ensuite dans le « Groupe Schumacher », créé en 1963.
À la fin des années 1990, André Schumacher se retire des opérations et la direction du groupe est confiée à une équipe de gérance, ses fils étant trop jeunes pour assurer la continuité de l'entreprise familiale. Le groupe se retire de Paris intra-muros pour se développer sur d'autres territoires entre 1999 et 2005. Telle la Bretagne en l'an 2000 où la concession Renault Dacia de Saint-Malo rejoint le groupe Schumacher, puis c'est au tour de la Normandie avec la concession Renault d'Avranches en 2004. Mais en décembre 2006, André Schumacher meurt et laisse le Groupe sans avoir préparé sa succession.

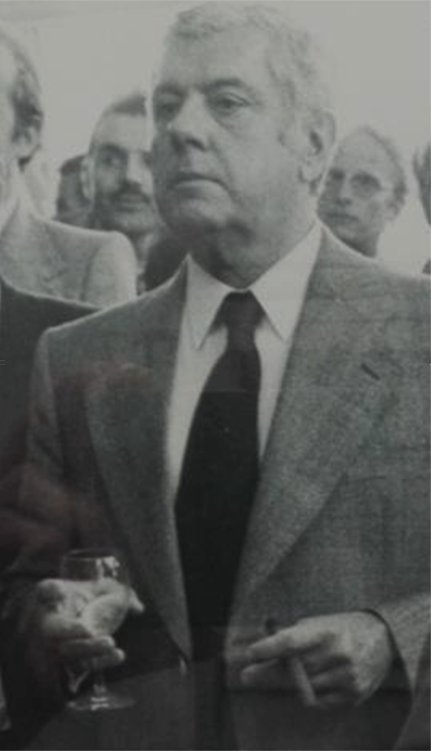
André Schumacher, fondateur du Groupe
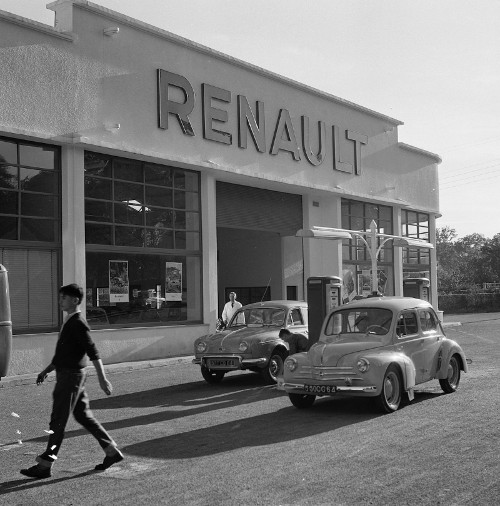
Première concession Renault-Schumacher à Paris

### La reprise du Groupe

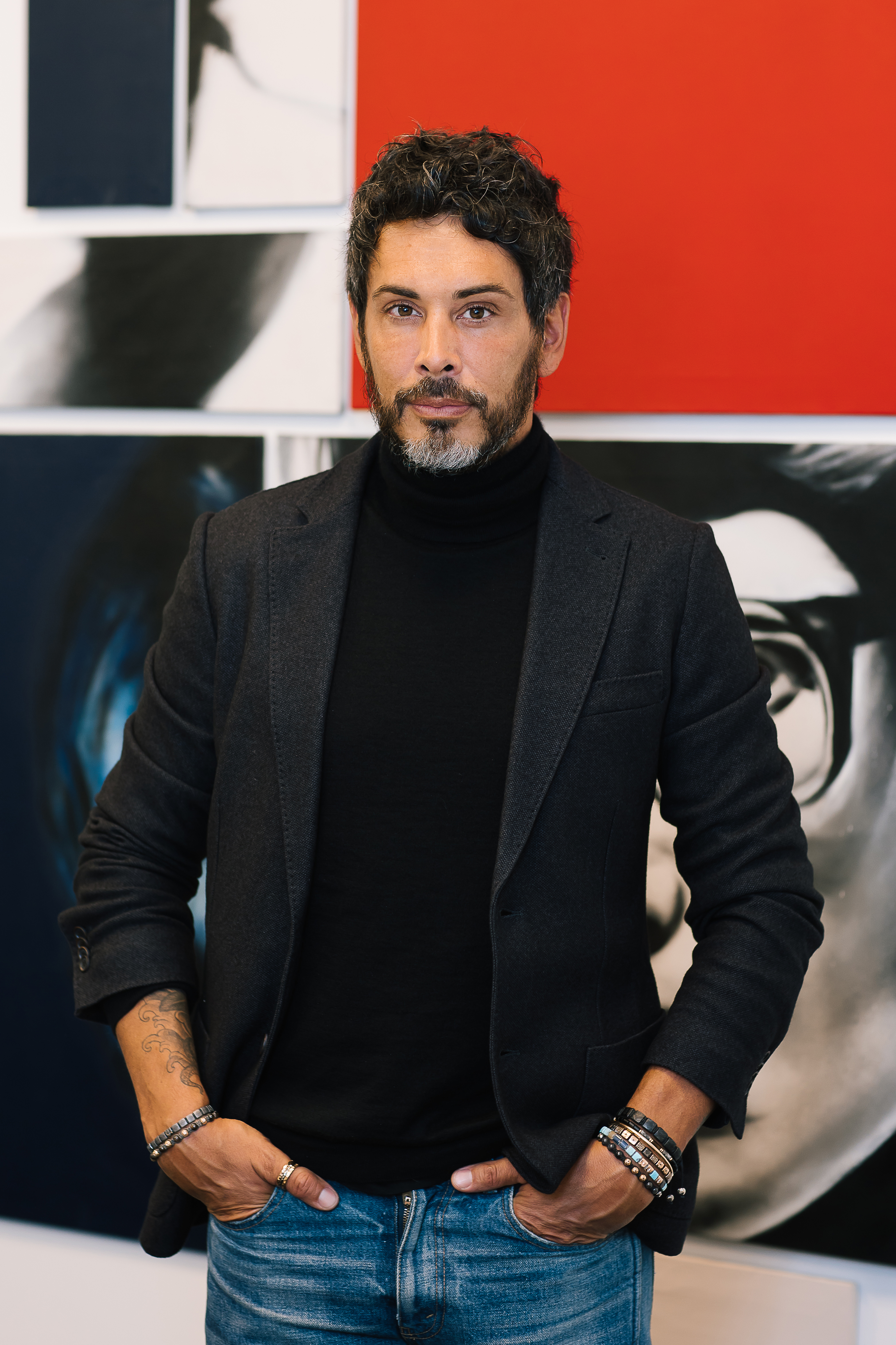
Édouard Schumacher (2022), CEO

Début 2007, son fils Édouard Schumacher a 25 ans et il est l'actionnaire le plus important de l'entreprise familiale. Édouard Schumacher détient 66 % des parts du Groupe Schumacher, son frère François en a 27 %, sa mère 6 % et les administrateurs 1 %. Il reprend alors le Groupe Schumacher avec la confiance du Groupe Renault, et l'appui d'une partie des actionnaires amis de son père. L'autre partie des actionnaires souhaitant vendre l'entreprise et les banques ayant quasiment toutes abandonnées le groupe, il doit alors, avec l'équipe de direction en place, batailler pour rétablir la confiance et ramener le groupe à l'équilibre financier.
En 2009, après avoir renoué avec les bénéfices en seulement 2 ans, Édouard Schumacher assainit le groupe, ferme une concession à Asnières et au Vésinet, et élargit son offre en termes de marques, historiquement affilié à Renault, avec en 2010 le Groupe FCA et ses marques Fiat, Alfa Romeo, Jeep et Abarth, puis le Groupe Volkswagen et les marques Volkswagen, Seat et Škoda en 2011.
À 29 ans, François Schumacher rejoint le groupe en 2014 après avoir travaillé pour Renault Retail Group et RCI Banque.
En 2015, le groupe s'oriente ensuite vers le premium en commençant avec Infiniti puis le très haut de gamme avec Maserati. Puis en décembre 2018, à peine trois ans après l'inauguration de sa concession à Conflans Ste-Honorine, et à l’issue d’un accord à l’amiable, le groupe se sépare de l'enseigne de luxe japonaise Infiniti. Celle-ci annonce en mars 2019 son retrait du marché européen début 2020.
En mars 2018, c'est au tour d'Alpine, qui fait son retour avec l'A110, de rejoindre la liste des marques premium distribuées par le groupe, avec l'ouverture d'un point de vente à Mantes-la-Ville.
En octobre 2018, le Groupe Schumacher représente Lamborghini au Mondial Paris Motor Show 2018 dans la zone « Mondial Limited » réservée aux supercars. Édouard Schumacher présente, pour sa première exposition publique européenne, la Lamborghini Aventador SVJ.

Mondial Paris Motor Show 2018
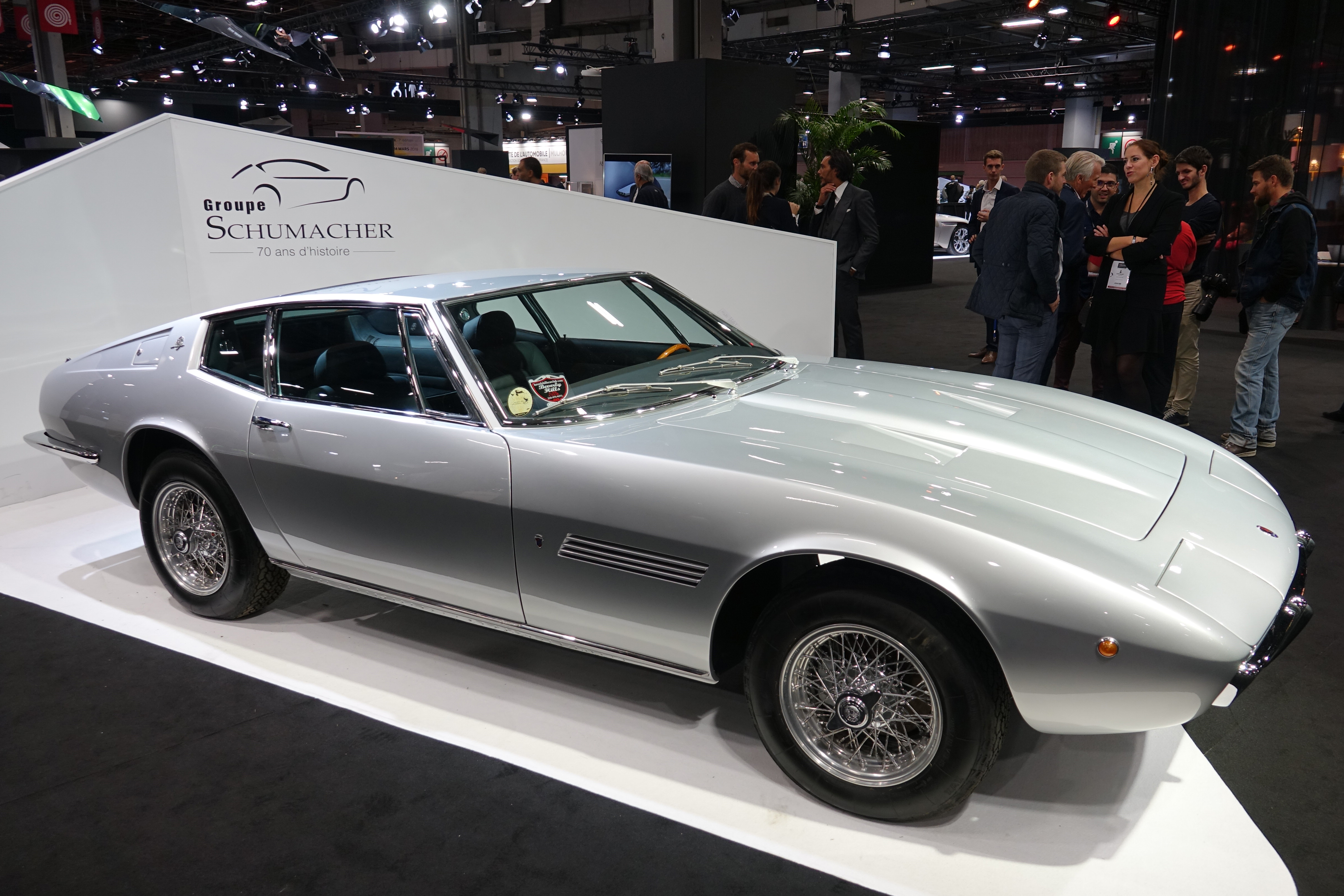
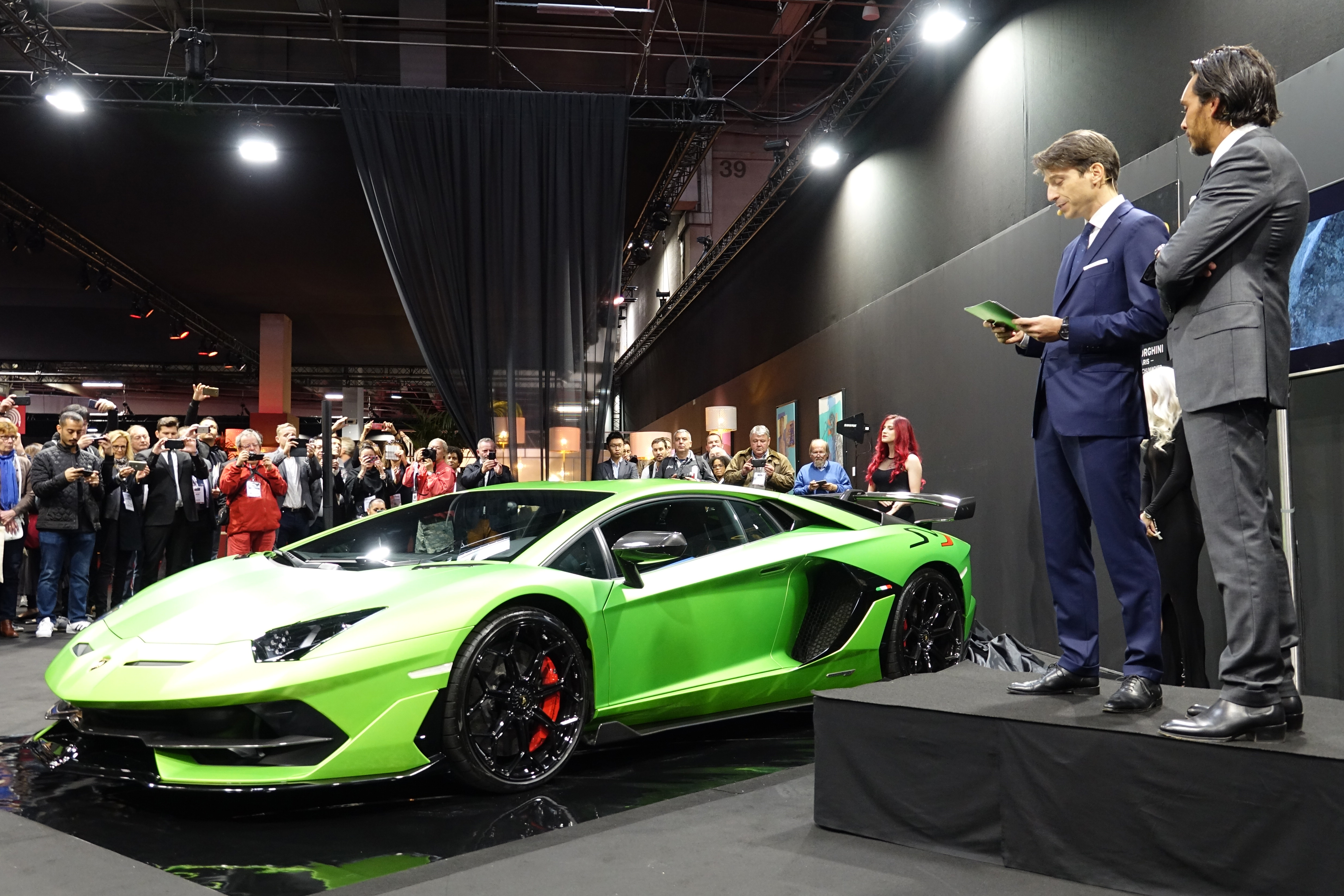
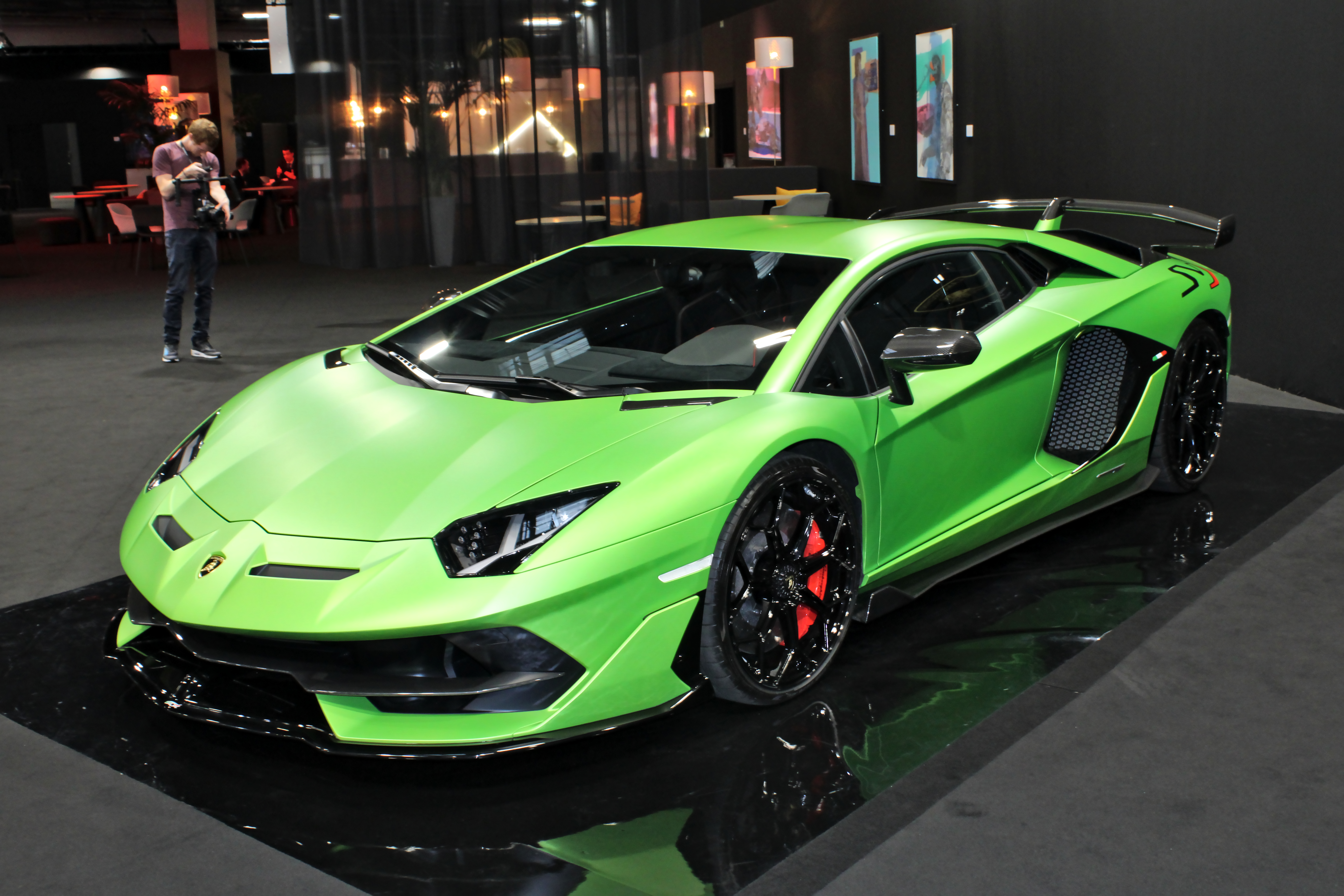

#### Lamborghini

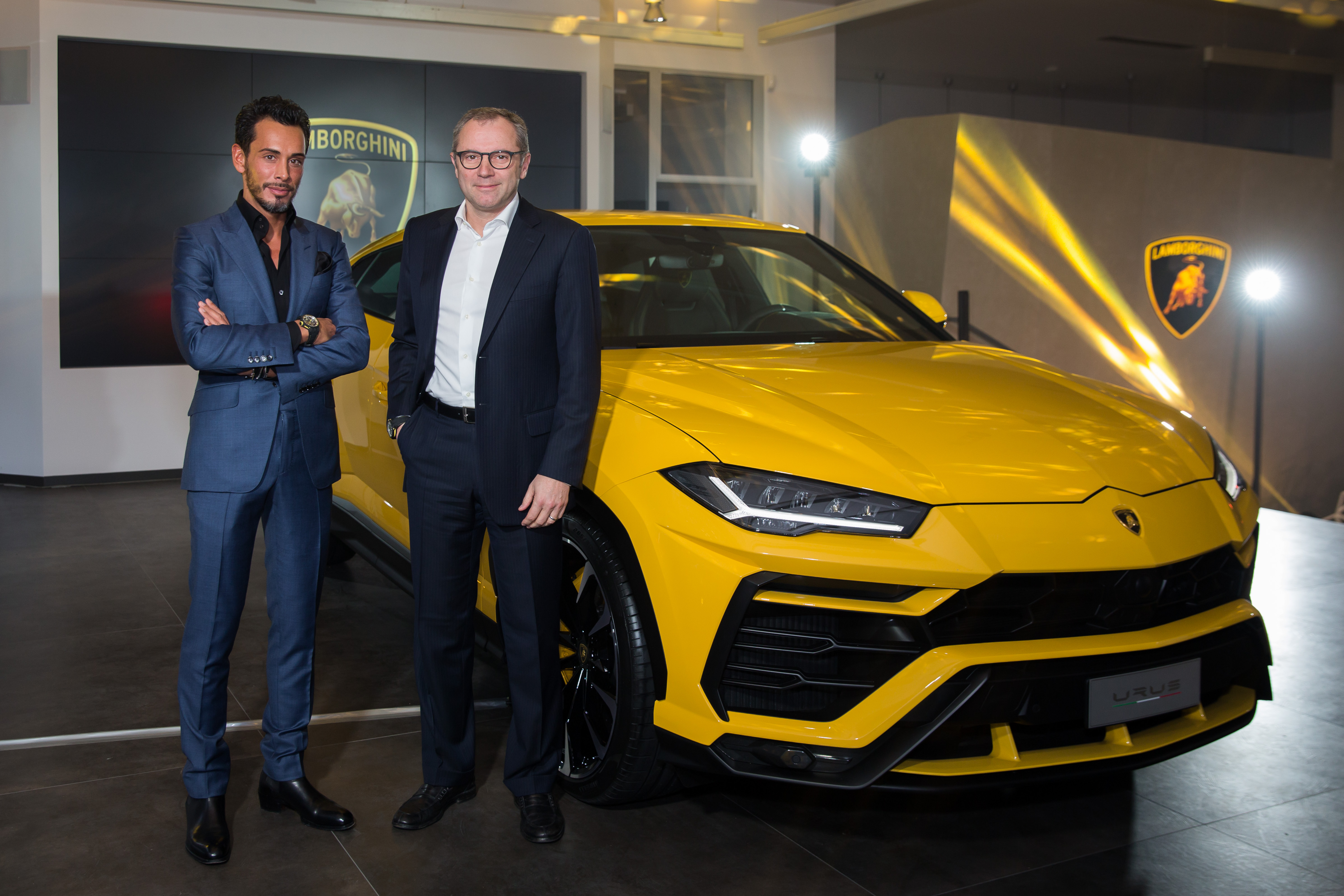
Édouard Schumacher (Groupe Schumacher) et Stefano Domenicali (PDG de Lamborghini)

Le Groupe Schumacher devient le distributeur exclusif de Lamborghini pour la région parisienne en 2017, à la place du Groupe Neubauer. Il a été contacté directement par le siège de Sant'Agata Bolognese pour représenter la marque au taureau à Paris. La nouvelle concession Lamborghini Paris (Autofficina Parigi) de 1 400 m2 a ouvert à Puteaux, aux pieds de La Défense, en présence de Stefano Domenicali, le PDG de Lamborghini, qui a présenté la première française de l'Urus.

#### Maserati
Le 1er janvier 2023, Maserati Schumacher Paris devient le distributeur officiel Maserati pour Paris et la région Île de France,

#### Dallara
En 2023, une autre marque italienne est distribuée en France par le Groupe Schumacher, la marque Dallara avec son unique modèle la Stradale.

### LS Group

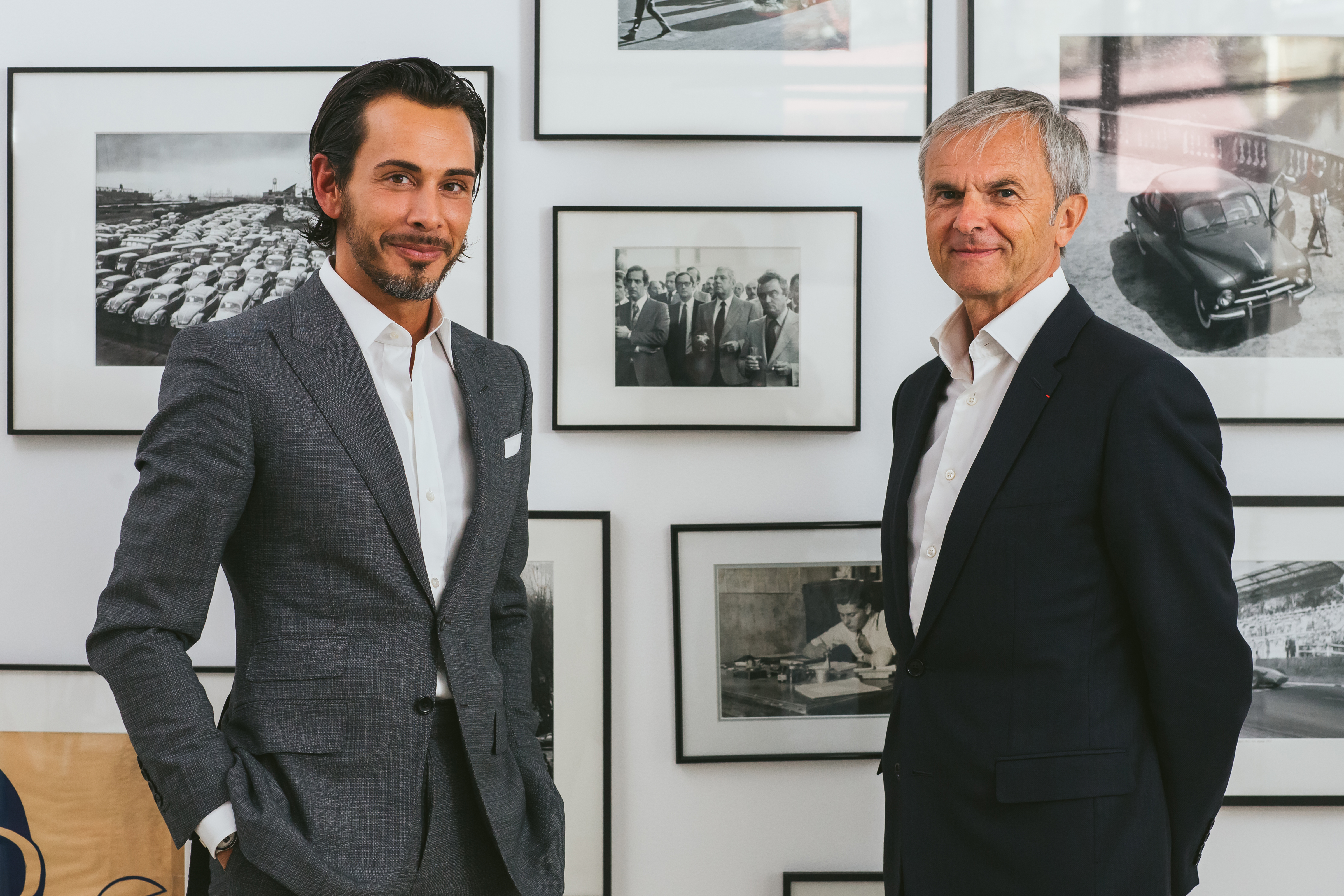
Édouard Schumacher et Olivier Lamirault

Deux jours après la fin de l'édition 2018 du Mondial de l'Automobile de Paris, le 16 octobre 2018, le Groupe Schumacher annonce un projet de rapprochement avec le Groupe Lamirault, distributeur automobile (Alpine, Audi, DS Automobiles, Citroën, Dacia, Nissan, Renault, Škoda, Suzuki, Toyota, Volkswagen) depuis 1979 sur le Nord-Ouest de la France dont le Centre-Val de Loire,  l'Île-de-France et la Normandie. Édouard Schumacher devient Président du directoire du nouveau Groupe Lamirault-Schumacher (LS Group) avec 60 % des parts et Olivier Lamirault devient Président du conseil de surveillance avec 40 % des parts. Celui-ci a d'ailleurs travaillé pour le Groupe Schumacher en 1976 comme aide-magasinier.
Le Groupe Schumacher est en 2018 le 4e distributeur Renault-Dacia en France avec 14 630 véhicules neufs.
En février 2019, LS Group annonce vouloir reprendre le Groupe Guilmault qui comprend huit sites implantés de la Bretagne à la Seine-et-Marne et ainsi ajouter quatre nouveaux départements distribués tout en dépassant le milliard d'euros de chiffre d'affaires. Mais en avril, LS Group indique avoir mis un terme aux négociations ouvertes entre les deux parties, et laisse le Groupe Guilmault poursuivre son activité seul.
En 2020, LS Group est le 4e distributeur Renault-Dacia en France avec 16491 voitures immatriculées.

#### McLaren
Le groupe de distribution automobile se développe dans le premium et ainsi après Alpine, Maserati, Lamborghini et Bugatti, LS Group reprend la distribution de la marque de sport McLaren Automotive en Île-de-France, la marque étant commercialisée mais non distribuée en France mais uniquement à Monaco.
Le 25 juillet 2019, McLaren Automotive annonce l'ouverture en 1er août 2019 des ateliers d'entretien et d'après-vente de « McLaren Paris », rue du calvaire à Saint-Cloud dans les Hauts-de-Seine, avant celle du showroom. La « Maison McLaren Paris » a ouvert ses portes le 18 septembre 2020 à Saint-Cloud dans les Hauts-de-Seine.

#### Bugatti

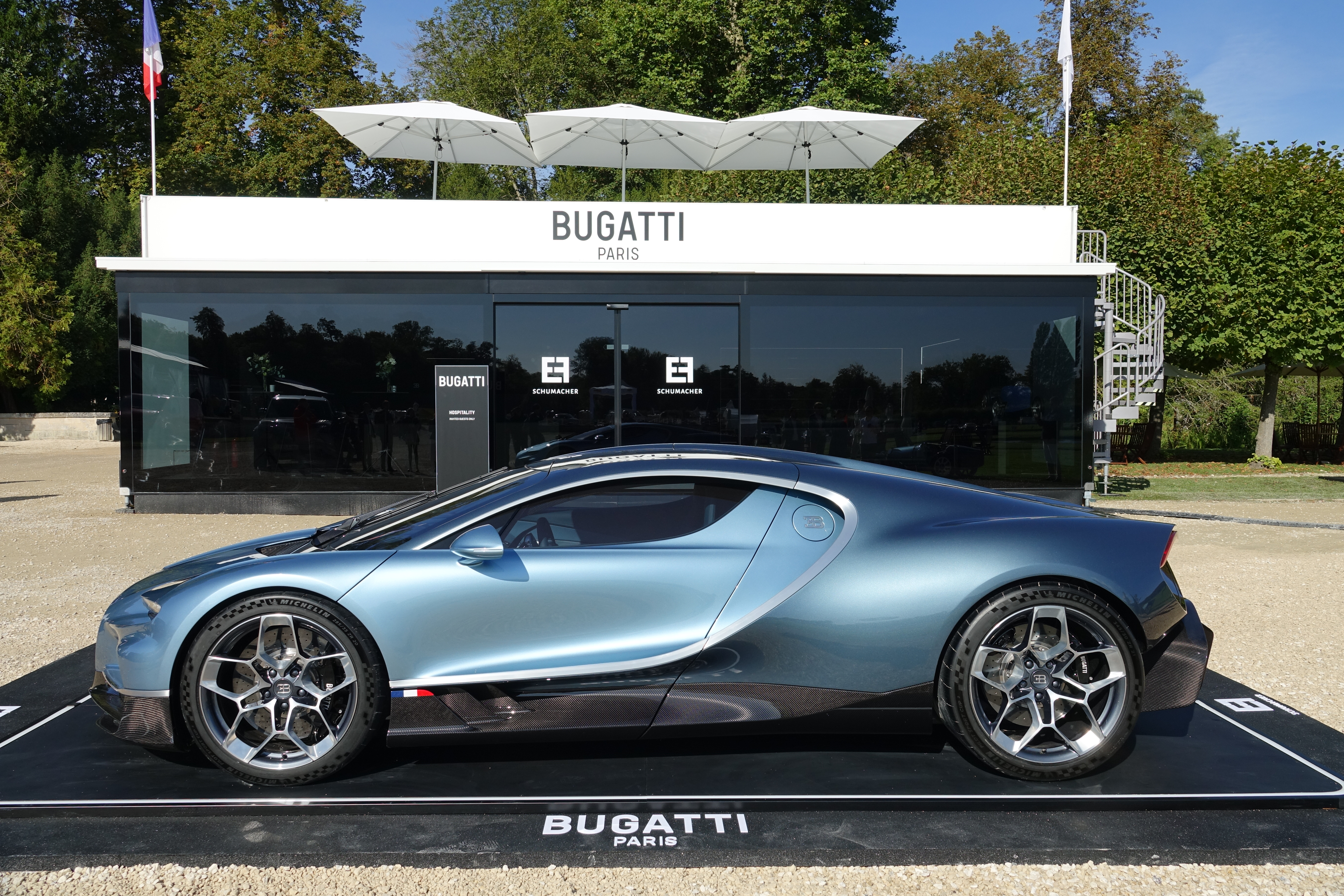
Bugatti Tourbillon devant le stand Bugatti LS Group au Chantilly Arts & Elegance Richard Mille 2024

Début juin 2019, Édouard Schumacher annonce, via les réseaux sociaux, l'ouverture prochaine d'un show-room Bugatti à Neuilly-sur-Seine, dans les Hauts-de-Seine.
Le show room Bugatti est inauguré le 6 février 2020, avenue Achille Peretti à Neuilly-sur-Seine, ville où est décédé Ettore Bugatti 73 ans auparavant. Il s'agit de la 36e implantation mondiale de Bugatti, la dernière implantation du constructeur dans la capitale française remonte à 1940, avenue Montaigne à Paris.

Bugatti Paris
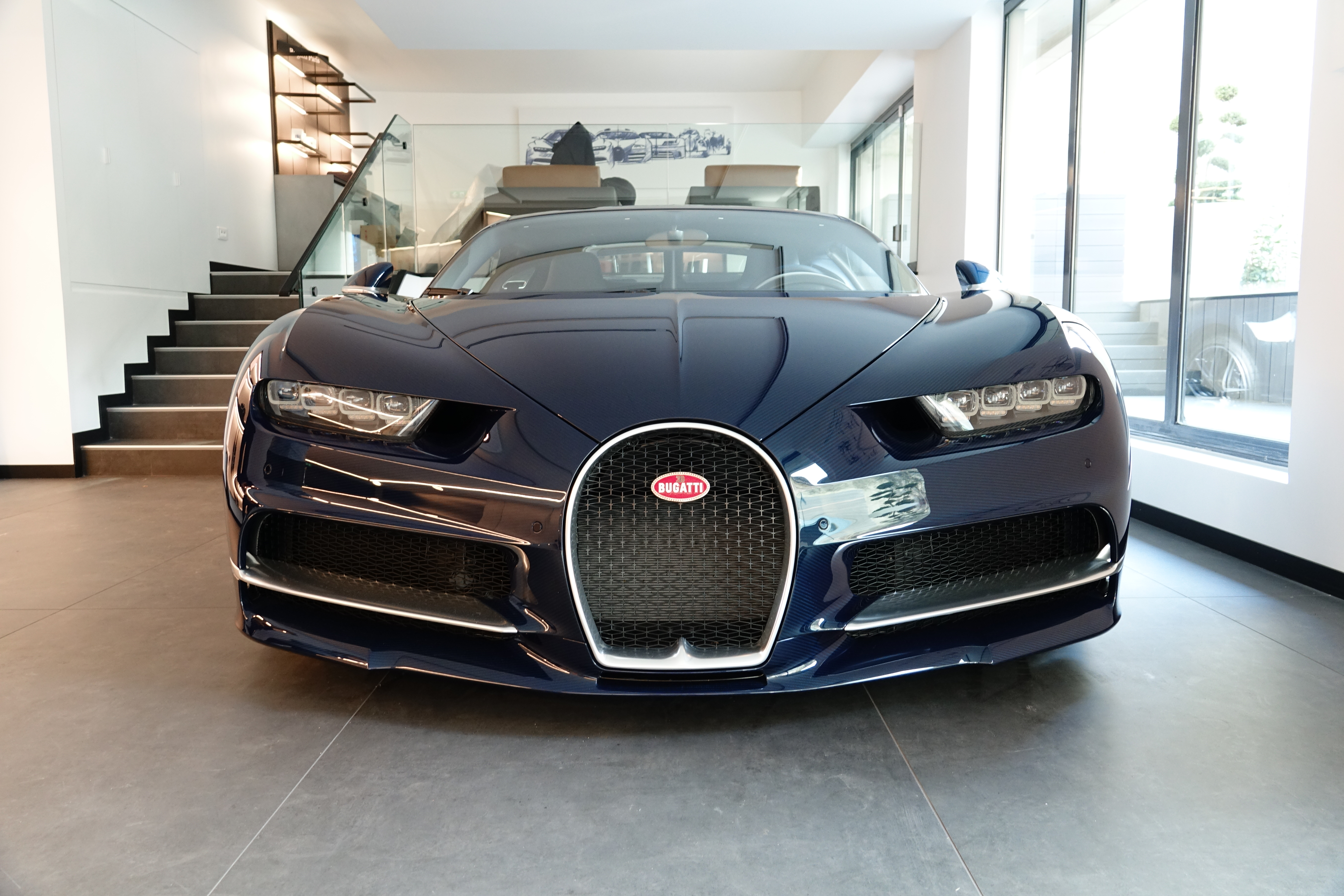
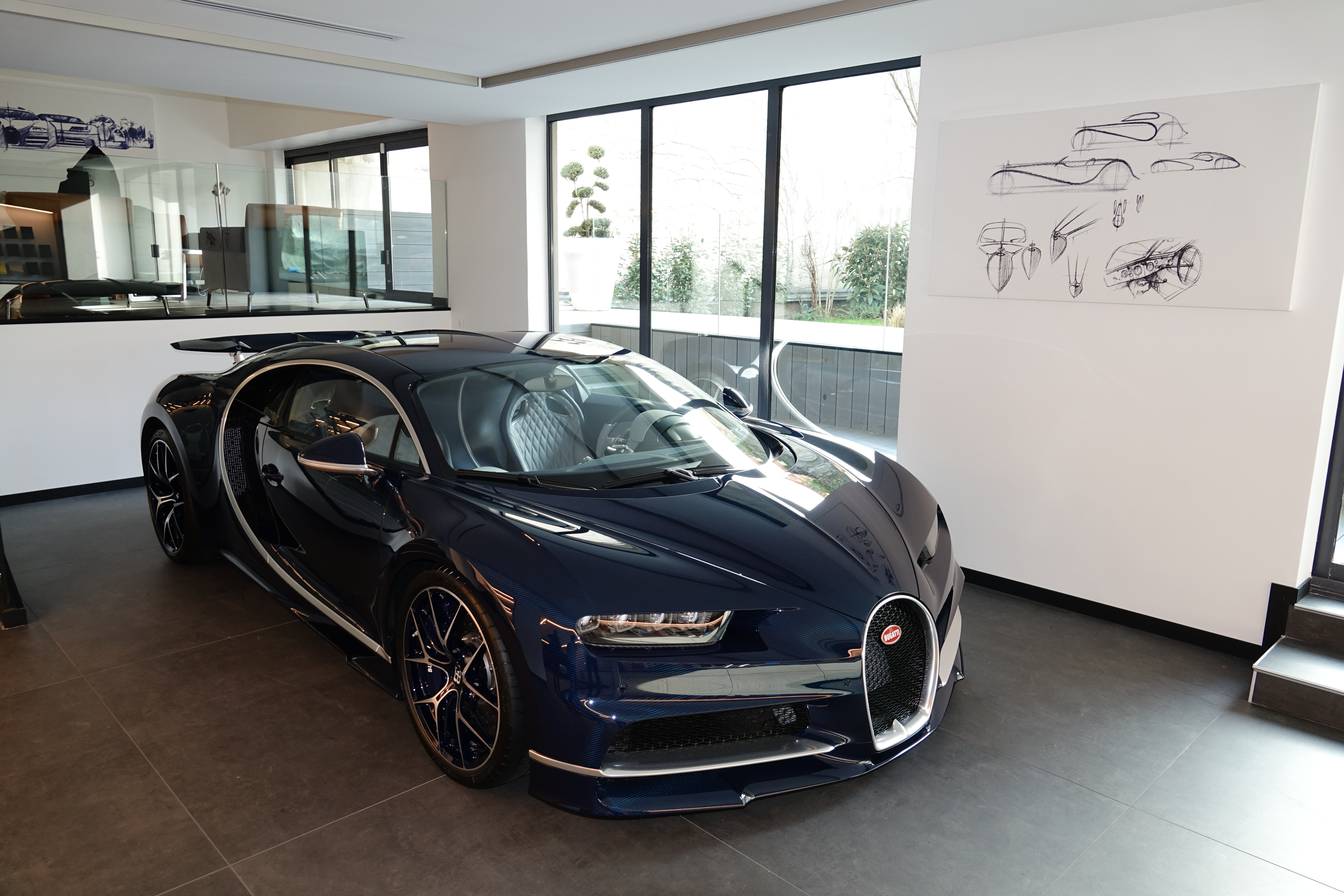
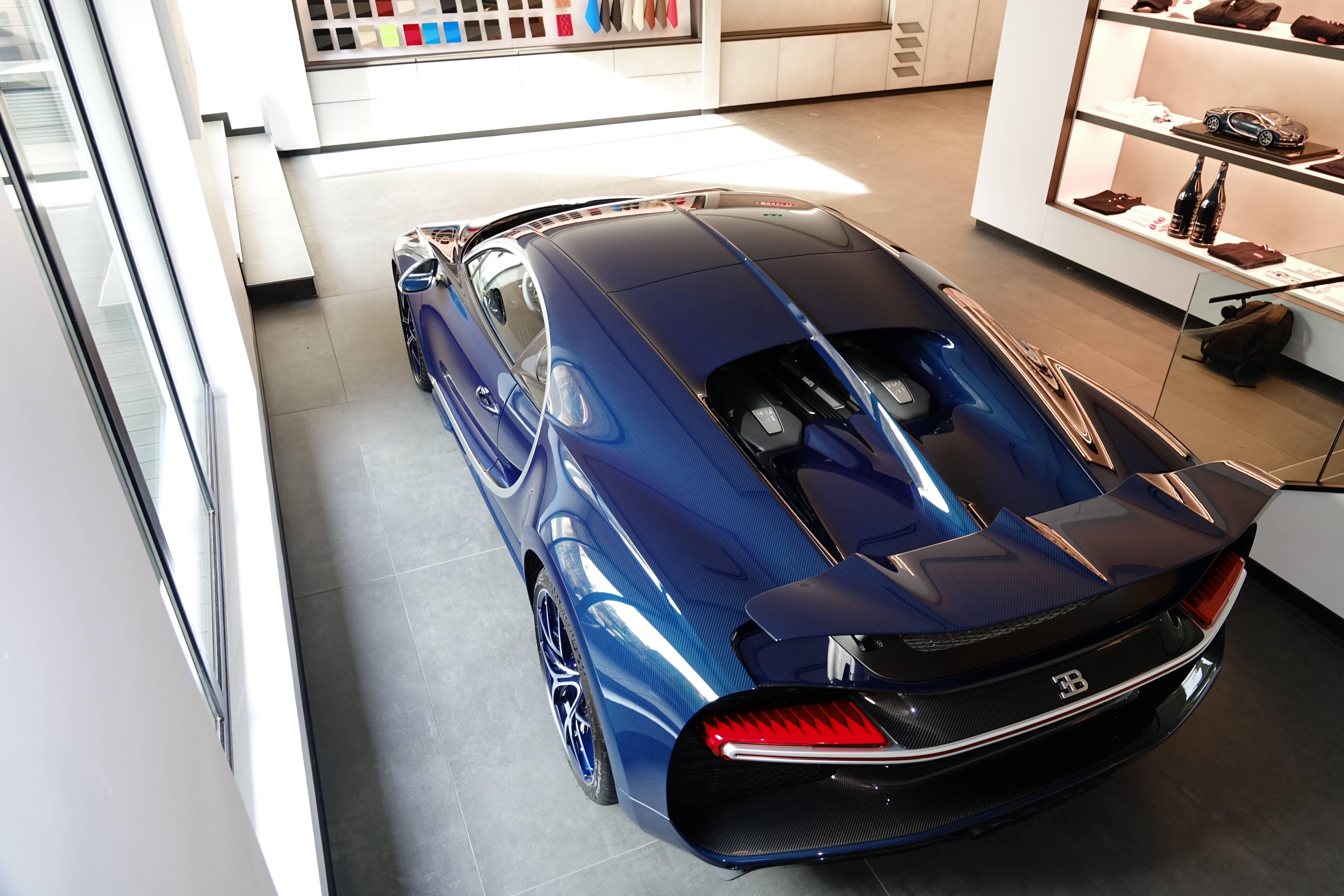

### Car Lovers
Le 18 janvier 2024, le groupe Lamirault-Schumacher (LS Group) change de nom et devient Car Lovers. Ses écuries Autosport GP LS Group Performance, IMSA LS Group Performance et l’équipe CLRT sont réunis sous le nom de Schumacher CLRT.
En 2024, Car Lovers est implanté en Île-de-France, Centre-Val-de-Loire, Pays de la Loire, Bretagne et Normandie et en Italie. Il commercialise les marques Alpine, Audi, Bugatti, Cupra, Dacia, Dallara, Kia, Lamborghini, Maserati, McLaren, Nissan, Porsche Renault, Seat, Skoda, Suzuki, Toyota, Volkswagen et Volvo.

## Économie
- En 2016, le Groupe Schumacher comprend 23 concessions automobiles et distribue 13 marques allant du généraliste au luxe, répartis en région parisienne, Normandie et Bretagne. Le groupe a vendu 16 500 véhicules neufs et 7 800 véhicules d'occasion pour un  chiffre d'affaires de 430 millions d'euros[14].

- En 2019, LS Group atteint 53 000 véhicules vendus (31 000 voitures neuves et 22 000 occasions)[36] pour un chiffre d'affaires de 870 millions d'euros[22].

- En 2021, LS Group dépasse le milliard de chiffre d'affaires avec 32 000 voitures neuves et 20 500 occasions vendues[2] malgré la pandémie de Covid-19 en France qui a freiné le marché automobile. LS Group comprend dorénavant 62 concessions automobiles et distribue 25 marques, réparties en Région parisienne, Normandie, Centre-Val de Loire, Pays de la Loire et Bretagne.

## Développement
Les concessions assurent la vente d'automobiles neuves et occasions ainsi que la réparation d'automobiles.
- 2010 : Ouverture de la concession Fiat, Alfa Romeo, Jeep et Abarth à Nanterre.
- 2012 : Le groupe Volkswagen s'associe au groupe Schumacher pour la distribution des marques Volkswagen, Seat et Skoda, et s'installe dans la commune de Le Vésinet;
- 2014 : Fermeture de la concession Volkswagen d'Asnières en février et de la concession du Vésinet, et transfère de l'activité après-vente Hyundai à Puteaux;
- 2014 : Déménagement de la concession Renault-Dacia de Rueil-Malmaison dans la concession de Nanterre, qui se découpe en deux parties, un côté groupe Renault et l'autre groupe Fiat Chrysler Automobiles;
- 2014 : Ouverture le 12 juillet de la concession Volkswagen, qui a déménagé du Vésinet, avec en plus Seat et Skoda à Rueil-Malmaison. Le site est dorénavant le siège social de la filiale Advance[4] qui était auparavant à Chambourcy. La répartition entre les marques est Renault (65 %); Fiat (5 %); VW (30 %);
- 2015 : En août, Infiniti rejoint les marques représentées par le groupe avec l'inauguration du nouveau point de vente temporaire à Conflans-Sainte-Honorine;
- 2015 : En octobre, après quatre mois de travaux, la concession du Vésinet reçoit l'enseigne Maserati;
- 2017 : En novembre, inauguration de la nouvelle concession Infiniti à Conflans-Sainte-Honorine[37];
- 2017 : Le groupe Schumacher devient le représentant de la marque Lamborghini en région parisienne, avec l'ouverture du show room Autofficina Parigi à Puteaux[38];
- 2018 : Le renouveau d'Alpine profite au Groupe Schumacher qui inaugure le 27 septembre 2018 un point de vente à Mantes-Le Vexin dans les Yvelines[39].
- 2018 : Fin de la distribution de la marque Infiniti.
- 2019 : McLaren et Bugatti rejoignent le pôle des marques de luxe du Groupe Schumacher avec leur implantation respective aux portes de Paris.
- 2019 : Fusion entre le Groupe Schumacher et le Groupe Lamirault pour former LS Group[23].
- 2020 : Le groupe ajoute la marque Volvo à son portefeuille, à la suite de l’acquisition de la concession de Rennes[40].
- 2021 : Acquisition des établissements Renault et Dacia de Rennes.
- 2022 : En juin, LS Group se lance dans le métavers et inaugure C-AR(T), une galerie d’art automobile digitale, la première du genre[41].
- 2022 : En juillet, le groupe automobile ajoute la marque espagnole Cupra avec son implantation à Paris La Défense Arena[42].
- 2022 : En septembre, acquisition des établissements Volvo de Vannes, Lorient, Redon, Brest et Quimper[43], ainsi que des établissements Kia de Brest et Quimper[44].
- 2022 : Reprise de l'écurie IMSA Performance[45] (qui devient IMSA LS Group Performance) en Normandie et des concessions Porsche de Rouen et Caen[46].
- 2023 : LS Group se développe à l’international et fait l’acquisition de trois concessions à Rome en Italie, distribuant les marques Renault, Dacia et Alpine[47].
- 2024 : En janvier, LS Group devient Car Lovers.
- 2024 : En mars, Car Lovers présente sa nouvelle écurie sportive Schumacher CLRT, en partenariat avec le pilote français Côme Ledogar[48].

### Implantation
| Nom                                                             | Marque                                                                              | Ville                 | Département     |
| --------------------------------------------------------------- | ----------------------------------------------------------------------------------- | --------------------- | --------------- |
| Alpine Mantes - Le Vexin                                        | Alpine                                                                              | Mantes-la-Ville       | Yvelines        |
| Autofficina Parigi - Société Commerciale Automobile             | Lamborghini                                                                         | Puteaux               | Hauts-de-Seine  |
| Bugatti Paris                                                   | Bugatti                                                                             | Neuilly-sur-Seine     | Hauts-de-Seine  |
| Cupra Garage - La Défense Arena                                 | Cupra                                                                               | Nanterre              | Hauts-de-Seine  |
| La Défense Automobile Distribution                              | Fiat, Alfa Romeo, Lancia, Jeep, Abarth                                              | Nanterre              | Hauts-de-Seine  |
| Maserati Le Vésinet - Advance                                   | Maserati                                                                            | Le Vésinet            | Yvelines        |
| McLaren - Paris                                                 | McLaren                                                                             | Saint-Cloud           | Hauts-de-Seine  |
| Renault Avranches - Garage Poulain                              | Renault, Dacia                                                                      | Avranches             | Manche          |
| Renault Chatou – Garage de la Résidence                         | Renault, Dacia                                                                      | Chatou                | Yvelines        |
| Renault Conflans-Sainte-Honorine - Alliance ESDB                | Renault, Dacia                                                                      | Conflans Ste-Honorine | Yvelines        |
| Renault Croissy-sur-Seine - Saint Fiacre Automobiles            | Renault, Dacia                                                                      | Croissy-sur-Seine     | Yvelines        |
| Renault Dinan - Taden Automobiles Distribution                  | Renault, Dacia                                                                      | Dinan                 | Côtes-d'Armor   |
| Renault Dinard La Richardais - Dinard Automobiles               | Renault, Dacia                                                                      | Dinard                | Ille-et-Vilaine |
| Renault Granville - Soreva                                      | Renault, Dacia                                                                      | Granville             | Manche          |
| Renault Mantes-la-Ville - Aura automobiles                      | Renault, Dacia                                                                      | Mantes-la-Ville       | Yvelines        |
| Renault Minute Rueil-Malmaison – Société Commerciale Automobile | Renault                                                                             | Rueil-Malmaison       | Hauts-de-Seine  |
| Renault - Alma                                                  | Renault, Dacia                                                                      | Rennes                | Ille-et-Vilaine |
| Renault Longs-Champs                                            | Renault, Dacia                                                                      | Rennes                | Ille-et-Vilaine |
| Renault Saint-Germain-en-Laye – Alliance ESDB                   | Renault, Dacia                                                                      | Saint-Germain-en-Laye | Yvelines        |
| Renault St Malo- St MaLo Automobiles Distribution               | Renault, Dacia                                                                      | St MaLo               | Ille-et-Vilaine |
| Renault Vernouillet – Alliance ESDB                             | Renault, Dacia                                                                      | Vernouillet           | Yvelines        |
| Advance Volkswagen St Cloud                                     | Volkswagen                                                                          | Saint-Cloud           | Hauts-de-Seine  |
| Advance Volkswagen Chambourcy                                   | Volkswagen                                                                          | Chambourcy            | Yvelines        |
| VW / Seat / Skoda Mantes la Jolie - Advance Mantes la Jolie     | Volkswagen, Seat, Škoda                                                             | Mantes-la-Jolie       | Yvelines        |
| VW / Seat / Skoda Rueil-Malmaison - Advance Rueil-Malmaison     | Volkswagen, Seat, Škoda                                                             | Rueil-Malmaison       | Hauts-de-Seine  |
| Volvo Rennes                                                    | Volvo                                                                               | Cesson-Sévigné        | Ille-et-Vilaine |
| Schumacher Occasions Orgeval                                    | Renault, Dacia, Renault ZE, Fiat, Alfa Romeo, Lancia, Jeep, Volkswagen, Seat, Škoda | Orgeval               | Yvelines        |
| Toyota Lucé - ACE 28                                            | Toyota                                                                              | Lucé                  | Eure-et-Loir    |
| Toyota Vernouillet - ACE 28                                     | Toyota                                                                              | Vernouillet           | Eure-et-Loir    |
| Toyota Magny - ACE 78                                           | Toyota                                                                              | Magny-les-Hameaux     | Yvelines        |
| Toyota Corbeil-Essonnes - ACE 91                                | Toyota                                                                              | Corbeil-Essonnes      | Essonne         |
| Toyota Morsang-sur-Orge - ACE 91                                | Toyota                                                                              | Morsang-sur-Orge      | Essonne         |
| Toyota Étampes - ACE 91                                         | Toyota                                                                              | Étampes               | Essonne         |
| Renault Nogent - Lamirault Automobiles                          | Renault                                                                             | Nogent-le-Phaye       | Eure-et-Loir    |
| Renault Chapelle-Royale - Lamirault Automobiles                 | Renault                                                                             | Chapelle-Royale       | Eure-et-Loir    |
| Renault Luisant - Lamirault Automobiles                         | Renault                                                                             | Luisant               | Eure-et-Loir    |
| Renault La Chapelle-du-Noyer - Lamirault Automobiles            | Renault                                                                             | La Chapelle-du-Noyer  | Eure-et-Loir    |
| Renault Pierres - Lamirault Automobiles                         | Renault                                                                             | Pierres               | Eure-et-Loir    |
| Renault Pierres - Lamirault Automobiles                         | Renault                                                                             | Épernon               | Eure-et-Loir    |
| Renault Melun - Jean Rédélé                                     | Renault                                                                             | Melun                 | Seine-et-Marne  |
| Renault Brie-Comte-Robert - Jean Rédélé                         | Renault                                                                             | Brie-Comte-Robert     | Seine-et-Marne  |
| Auto.21 - Luisant                                               | Volkswagen, Škoda                                                                   | Luisant               | Eure-et-Loir    |
| SNVRA                                                           | Volkswagen                                                                          | Châteaudun            | Eure-et-Loir    |
| Auto.21 - Luisant                                               | Audi                                                                                | Nogent-le-Phaye       | Eure-et-Loir    |
| OL Automobile                                                   | Suzuki                                                                              | Corbeil-Essonnes      | Essones         |
| Volvo Vannes                                                    | Volvo                                                                               | Theix-Noyalo          | Morbihan        |
| Volvo Lorient                                                   | Volvo                                                                               | Lanester              | Morbihan        |
| Volvo Redon                                                     | Volvo                                                                               | Redon                 | Ille-et-Vilaine |
| Volvo Brest                                                     | Volvo                                                                               | Brest                 | Finistère       |
| Volvo Quimper                                                   | Volvo                                                                               | Quimper               | Finistère       |
| Kia Brest                                                       | Kia                                                                                 | Brest                 | Finistère       |
| Kia Quimper                                                     | Kia                                                                                 | Quimper               | Finistère       |
| Centre Porsche Caen                                             | Porsche                                                                             | Caen                  | Calvados        |
| Centre Porsche Rouen                                            | Porsche                                                                             | Rouen                 | Seine-Maritime  |
| Renault Roma                                                    | Renault, Dacia, Alpine                                                              | Rome                  | Latium          |

### Marques distribuées

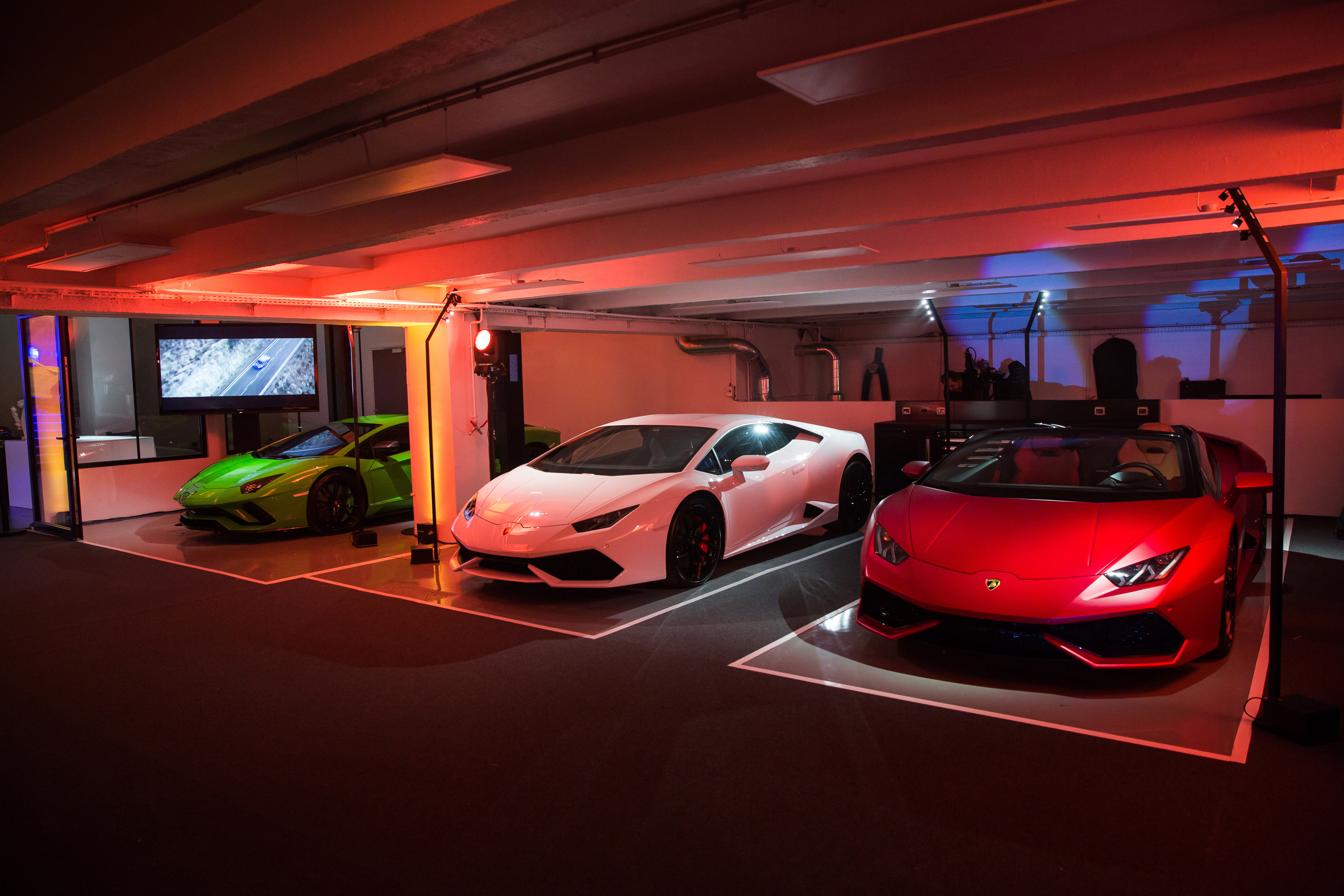
Lamborghini Paris (Autofficina Parigi)

- Abarth (jusqu'en 2022)
- Alfa Romeo (jusqu'en 2022)
- Alpine
- Audi
- Bugatti
- Citroën (jusqu'en 2020)
- Cupra
- Dacia
- Dallara[50]
- Fiat (jusqu'en 2022)
- Infiniti (jusqu'en 2018)
- Jeep (jusqu'en 2022)
- Kia
- Lamborghini
- Maserati
- McLaren
- Nissan
- Porsche
- Renault
- Seat
- Skoda
- Suzuki
- Toyota
- Volkswagen
- Volvo

## Communication

### Station F
LS Group s'est associé au campus de startups parisien Station F, créé par Xavier Niel, dans le but d'accompagner des projets liés aux nouvelles mobilités.

### Métavers
LS Group se lance dans le métavers et dévoile la première galerie virtuelle dédiée à l'automobile C-Art(T) (pour Car-Advisor Revolution) accessible sur deux plateformes de réalité virtuelle Decentraland et The Sandbox.

## Partenariats

### Concours d'élégance de Chantilly

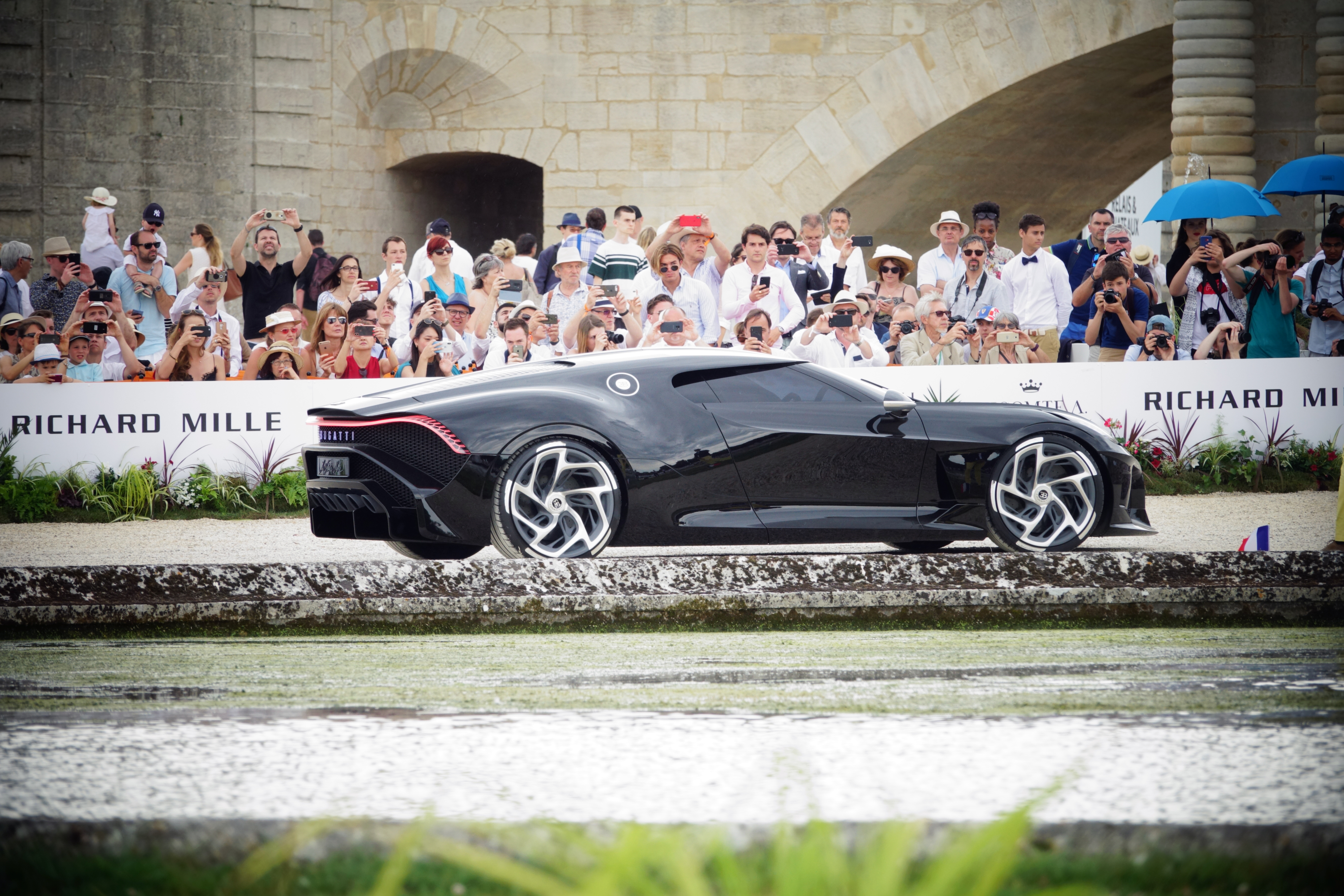
LS Group et Bugatti, partenaire au concours d'élégance de Chantilly

En 2019, LS Group et Bugatti s'exposent au Chantilly Arts & Elegance et présentent la Bugatti La Voiture Noire au concours d'élégance.
En 2022, Bugatti Paris expose la Bugatti W16 Mistral au concours délégance du Chantilly Arts & Elegance Richard Mille 2022.

### Rallye du coeur
LS Group est partenaire officiel du Rallye du Coeur en 2020.

## Compétition

### Alpine Europa Cup
En avril 2019, le centre Alpine Mantes-le Vexin de LS Group lance un partenariat avec le pilote d’essai Renault sport, Laurent Hurgon, qui a participé au développement de l’Alpine A110, dans le cadre du championnat 2019 « Alpine Europa Cup ».

### GT4 European Series
En 2022, LS Group engage deux Alpine A110 GT4 au championnat européen GT4 dans les catégories Silver Cup et Pro-am, en association avec la Team Autosport GP. L'une des A110 est numérotée « 55 » en hommage à l’année de naissance de la marque Alpine fondée en 1955.

### Porsche Carrera Cup France
LS Group participe à la Porsche Carrera Cup France 2023 avec son écurie IMSA LS Group Performance reprise en 2022.

### Lamborghini Super Trofeo Europe
En 2024, Car Lovers, anciennement LS Group, engage deux Lamborghini Huracan Evo II au championnat Lamborghini Super Trofeo Europe, aux côtés de l’écurie Schumacher CLRT.

## Récompenses
En 2023, Edouard Schumacher, CEO de Car Lovers, est élu « distributeur de l'année » par le jury des Masters.